# 圆叶青藤
圆叶青藤（学名：Illigera orbiculata）为莲叶桐科青藤属下的一个种。